# Liphistiidae
Famille
Les Liphistiidae sont une famille d'araignées mésothèles. Elles peuvent être appelées araignées segmentées.
Les araignées de cette famille, comme celles de la famille des Segestriidae construisent des tubes de soies et non de véritables toiles. 

## Distribution

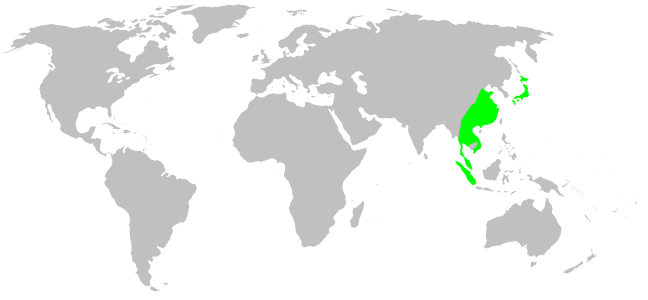
Distribution

Les espèces de cette famille se rencontrent en Asie du Sud-Est et en Asie de l'Est. 

## Description
Elles portent encore des traces de métamérisation au niveau de l'abdomen. Leurs filières sont placées au milieu de leur abdomen.
Elles possèdent des tergites sur tous les segments abdominaux.

## Paléontologie
Cette famille n'est pas connue à l'état fossile.

## Liste des genres
Selon World Spider Catalog (version 25.0, 18/06/2024) :
- Ganthela Xu & Kuntner, 2015
- Heptathela Kishida, 1923
- Liphistius Schiødte, 1849
- Luthela Xu & Li, 2022
- Qiongthela Xu & Kuntner, 2015
- Ryuthela Haupt, 1983
- Songthela Ono, 2000
- Vinathela Ono, 2000

## Systématique et taxinomie
Cette famille a été décrite par Thorell en 1869.
Cette famille rassemble 190 espèces dans huit genres.
Elle a été révisée par Xu, Liu, Chen, Ono, Li et Kuntner en 2015 à la suite de l'étude phylogénétique de Xu, Liu, Cheng, Chen, Xu, Zhang, Ono, Pham, Norma-Rashid, Arnedo, Kuntner et Li.
Les Heptathelidae, placées en synonymie par Raven en 1985, relevées de synonymie par Li en 2022 ont été placées en synonymie par Sivayyapram, Kunsete, Xu, Smith, Traiyasut, Deowanish, Li et Warrit en 2024.

## Publication originale
- Thorell, 1869 : « On European spiders. Part I. Review of the European genera of spiders, preceded by some observations on zoological nomenclature. » Nova Acta regiae Societatis Scientiarum upsaliensis, sér. 3, vol. 7, p. 1-108 (texte intégral).